# منتخب جنوب إفريقيا لاتحاد الرغبي للسيدات
منتخب جنوب أفريقيا لاتحاد الرغبي للسيدات (بالإنجليزية: South Africa women's national rugby union team)‏ هو ممثل جنوب أفريقيا الرسمي في المنافسات الدولية في اتحاد الرغبي في فئة رياضة نسوية. تأسس في 29 مايو 2004.

## وصلات خارجية
- الموقع الرسمي